# Jason Nightingale

a Compétitions nationales et continentales officielles uniquement.

b Matchs officiels uniquement.
Jason Nightingale, né le 20 septembre 1986 à Sydney (Australie), est un joueur de rugby à XIII néo-zélandais évoluant au poste d'ailier dans les années 2000. Au cours de sa carrière, il a été international néo-zélandais avec qu'il a été champion du monde 2008. En club, il a connu qu'un club : les St. George Illawarra Dragons.

## Biographie

### Champion du monde 2008
Il fait partie de la pré-liste de 49 joueurs sélectionnés pour la Coupe du monde 2008, cependant lors du choix 24 joueurs retenus, il ne fait pas partie de la liste. À quelques jours de l'évènement, Brent Webb se blesse et doit déclarer forfait pour cette compétition, Nightingale est alors appelé à disputer le tournoi au cours de laquelle il dispute un match contre l'Angleterre au 1er tour. Bien qu'il n'apparaît dans aucune autre rencontre, il est champion du monde.

## Palmarès
- Collectif :
  - Champion du monde : 2008.
  - Finaliste du Tournoi des Quatre Nations : 2016 (Nouvelle-Zélande).